# Крушево (област Габрово)
Вижте пояснителната страница за други населени места с името Крушево.
Кру̀шево е село в Северна България, община Севлиево, област Габрово.

## География
Село Крушево се намира на около 4 – 5 km североизточно от град Севлиево и 24 km север-северозападно от центъра на град Габрово. Разположено е в Севлиевските височини, между два хълма на източната им част – Крушевския рид. Климатът е умереноконтинентален, почвите в землището са преобладаващо сиви горски и тъмносиви горски, релефът е хълмист. Надморската височина в Крушево при църквата е около 465 m, намалява до около 420 m по долинното понижение в северозападната част на селото, откъдето започва малък поток, вливащ се на около 3 km северозападно в теснината на язовир „Александър Стамболийски“. Надморската височина нараства до около 520 m в югозападния край на селото и 550 m – в североизточния му край.
Общинският път, минаващ през Крушево, води на югозапад към Севлиево, а на североизток през село Младен към село Добромирка и връзка с третокласния републикански път III-405.
Населението на село Крушево, наброявало 2540 души при преброяването към 1934 г., намалява до 1687 към 1956 г., 958 – към 1985 г. и 490 (по текущата демографска статистика за населението) към 2019 г.
При преброяването на населението към 1 февруари 2011 г., от обща численост 533 лица, за 317 лица е посочена принадлежност към „българска“ етническа група, за 162 – към „турска“, за 43 не е даден отговор и за останалите не са посочени данни в източника.

## История
Селото се споменава в османотурски документи от 1430 г. с името Гюрне Куршува (сходно звучащо с „Горно Крушево“, което предполага селото да е съществувало с такова име още по време на Втората българска държава), от 1573 г. – като Курушувиче, от 1618 г. – като Курушува, от 1638 г. – като Куршува. По-късно селището се разделя на Долно Крушово и Горно Крушово, от 1836 г. е обединено под името Крушово, а през 1956 г. е осъвременено на Крушево. С християнско българско население при завоюването на България от османските турци, селото с течение на времето – дали поради колонизация на мюсюлманско население или поради появата на мюсюлмани вследствие ислямизация и асимилация на местно християнско население – става смесено българо-турско. Освобождението го заварва с около 2/3 турско население, което разполага с две джамии. Три десетилетия по-късно при общо нарастване на населението турското население остава около 1/5 вследствие изселването на турци и заселването на българи.
Църквата „Архангел Михаил“ в селото е построена с разрешение на властите и със средства на християнското население през 1863 г., а през 1948 г. поради неподдържане се срутва. Новата църква „Свети Архангел Михаил“ е построена в началото на XXI век и е осветена през юли 2020 г.
Просветното дело в Крушево датира от 1860 г., когато е открито килийно училище. Давана е само елементарна грамотност. По-съвременно училище започва да функционира след 1880 г.
Във фондовете на Държавния архив Габрово се съхраняват значими за историята на селото документи от съответни периоди на/за:
- Народно основно училище – село Крушево, Габровско[9][10]: открито като килийно училище през учебната 1860/1861 г.; през 1880/1881 учебна година прераства в първоначално училище; през 1885 г. е построена училищна сграда с две учебни стаи; през 1921 г. е открита и прогимназия под името „Народна смесена прогимназия“, съществувала отделно от първоначалното училище до учебната 1931/1932 г., когато първоначалното училище се слива с народната смесена прогимназия, която през същата година става пълна с три класа и двете учебни заведения образуват Народно основно училище; през следващите години училището носи наименованията Народно основно училище (1944 – 1951), Народно основно училище „Ненко Илиев“ (1952 – 1991), Основно училище „Ненко Илиев“ (1991 – 1992), Основно училище „Св. св. Кирил и Методий“ (1992 – 2000) и Начално училище „Св. св. Кирил и Методий“ (2000 – 2002); през 2002 г. училището е закрито.
- Народно турско първоначално училище – село Крушево, Габровско[11]: открито е на 8 ноември 1919 г. в сграда, пристроена към джамията; учениците са обучавани на старотурска арабска азбука; учебните занятия са продължили до 6 май 1920 г.; през 1922 г. училището се премества в новопостроена сграда; от 1922 г. започва обучение на децата на български език; от 1946 г. училището преминава към държавата и тя поема издръжката на учителите при турските училища; през учебната 1959/1960 г. училището се слива с българското училище.
- Народно читалище „Цвятко Иванов“ – село Крушево, Габровско[12]: основано е през 1914 г.; през 1945 г. започва строителството на читалищен дом, който се завършва през 1954 г.; през 1946 г. читалището се именува ”Цвятко Иванов” на името на първия командир на Севлиевския партизански отряд Цвятко Иванов Стойков.
- Кредитна кооперация „Бъдеще“ – село Крушево[13][14]: основана през 1919 г.; през 1937 г. построява кооперативен дом в селото с потребителен магазин, пивница, канцелария, млекарница и месарница; през 1945 г. при кооперацията се образува Трудово-производителен отдел за кооперативна обработка на земята, впоследствие обособен в самостоятелно ТКЗС; кооперацията съществува самостоятелно до 1980 г.
- Трудово кооперативно земеделско стопанство (ТКЗС) „23-та герои“ – село Крушево, Габровско[15]: учредено е през октомври 1950 г.; през следващите години претърпява няколко промени в организацията и наименованието, а през периода 1992 – 1995 г. е в ликвидация и прекратява дейността си от 20 май 1995 г.
- Фелдшерски здравен пункт – село Крушево, Габровско[16]: открит е през 1930 г.; закрива се от септември 2000 г.

В местността „Бряста", на мястото, където на 29 март 1944 г. са убити 10 крушевски ятаци, е издигнат паметник на загиналите 23-ма участници в партизанското движение в България от селото.

## Население
Преброяване на населението през 2011 г.
Численост и дял на етническите групи според преброяването на населението през 2011 г.:
|                     | Численост | Дял (в %) |
| Общо                | 533       | 100,00    |
| Българи             | 317       | 59,47     |
| Турци               | 162       | 30,39     |
| Цигани              | 0         | 0,00      |
| Други               | 0         | 0,00      |
| Не се самоопределят | 0         | 0,00      |
| Неотговорили        | 43        | 8,06      |

## Религии
В село Крушево се изповядват православно християнство и ислям.

## Обществени институции
Село Крушево към 2020 г. е център на кметство Крушево.
В селото към 2020 г. има:
- действащо читалище „Цвятко Иванов – 1919“ (основано през 1914 г. под името „Светлина"[2]);[20][21]
- православна църква „Свети Архангел Михаил“;[7]
- пощенска станция.[22]

## Забележителности
Край селото е паметникът-пантеон „Чакащи майки", издигнат в чест на майките, които чакат завръщането на своите синове.

## Редовни събития
- Събор на 21 ноември.